# تربیهشت
تربیهشت (به لاتین: Třebihošť) یک سکونتگاه مسکونی در جمهوری چک است که در منطقه تروتنوف واقع شده‌است.